# Шеръёль (приток Войвожа)
Шеръёль (устар. Шоръёль) — река в России, протекает по Республике Коми. Устье реки находится в 7 км по правому берегу реки Войвож. Длина реки составляет 18 км.

## Данные водного реестра
По данным государственного водного реестра России относится к Двинско-Печорскому бассейновому округу, водохозяйственный участок реки — Печора от водомерного поста у посёлка Шердино до впадения реки Уса, речной подбассейн реки — бассейны притоков Печоры до впадения Усы. Речной бассейн реки — Печора.
Код объекта в государственном водном реестре — 03050100212103000063658.